# 丁村乡
丁村乡，是中华人民共和国河南省周口市郸城县下辖的一个乡镇级行政单位。

## 行政区划
丁村乡任杨庄下辖以下地区：
丁村、薛庄村、付楼村、王大庄村、卢寨村、洼吴庄村、从楼村、陶店村、刘营村、李黄楼村、高小庙村、赵楼村、杨庙村、徐庄村、王拱楼村、朱楼村、大王庄村、大刘庄村、毛庄村、毛寨村、李楼村、大郭庄村、谢庄村、崔堂村和张白庄村。